# Megacara abdominalis
Megacara abdominalis là một loài tò vò trong họ Ichneumonidae.